# La Toilette : femme se peignant
La Toilette : femme se peignant est un tableau du peintre français Pierre-Auguste Renoir. Réalisé entre 1907 et 1908, il est conservé au Musée d'Orsay à Paris.

## Histoire
Appartenant au 	comte Isaac de Camondo, le tableau, une peinture à l'huile sur toile de 55 × 46,5 cm, entre, par legs, dans les collections du musée du Louvre en 1911, puis est affecté au musée d'Orsay en 1986.

## Description
Le sujet est, comme de nombreuses toiles de l'artiste, l'intimité d'une femme aux prises avec sa vie quotidienne et son hygiène personnelle. La toile représente une jeune fille brune de profil, vêtue d'un jupon blanc, se coiffant à l'aide du reflet du miroir. La figure, comme l'ensemble, est animée d'un grand souffle, rappelant la mémoire du Titien et de Rubens[réf. nécessaire].

## Analyse
Renoir, en représentant cette femme occupée à sa toilette, a l'intention de célébrer la beauté du corps féminin. Le critique d'art Max-Pol Fouchet va plus loin : selon lui, la femme, pendant la période de maturité du peintre est « la porteuse de vie, la prolifique, ressemblant aux divinités génitrices de la préhistoire, mères de fertilité et de fécondité. La couleur rouge de leur chair est celle du sang et du feu. »[réf. nécessaire]